# Potamonautes rukwanzi
Potamonautes rukwanzi là một loài động vật giáp xác thuộc họ Potamonautidae. Đây là loài đặc hữu của Uganda. Môi trường sống tự nhiên của chúng là hồ nước ngọt.